# Matija Mitrović
Matija Mitrović (en serbe : Матија Митровић), né le 12 décembre 2004 à Belgrade en Serbie, est un footballeur serbe qui évolue au poste de milieu central au Vitória SC.

## Biographie

### En club
Né à Belgrade en Serbie, Matija Mitrović est formé par le FK Voždovac. C'est avec ce club qu'il fait ses débuts en professionnel, jouant son premier match le 5 avril 2023, lors d'une rencontre de championnat face au FK Partizan Belgrade. Il entre en jeu et son équipe est battue par six buts à zéro.
Mitrović marque son premier but en professionnel le 16 septembre 2023, lors d'une rencontre de championnat face au FK Mladost Lučani. Il entre en jeu et participe à la victoire de son équipe par trois buts à un.
Lors de l'été 2024, Matija Mitrović rejoint le FK Železničar Pančevo (en). Le transfert est officialisé dès le 19 juin 2024 et il signe un contrat courant jusqu'en juin 2026.

### En sélection
Matija Mitrović joue son premier match avec l'équipe de Serbie espoirs le 19 novembre 2024 contre la Turquie. Il est titularisé et son équipe s'impose par deux buts à un. Il marque son premier but avec les espoirs lors de sa troisième apparition, le 25 mars 2025 contre la Géorgie. Titularisé ce jour-là, il voit son équipe s'incliner par trois buts à un.